# 市川周治
市川 周治（いちかわ しゅうじ、1967年10月17日 - ）は、日本の実業家、経営者。妻は芸術家の市川美加。

## 経歴
20歳の時に宅地建物取引士 資格を取得し、1988年、不動産会社に就職。入社後まもなくバブル時代を迎え、『土地を買収して転売することで、一晩で億単位の金が儲かる世界』を目の当たりにする。
当時の不動産業界において質の高い物件情報は公開される前に水面下で取引をされてしまうのが常だったが、そのような不動産業界の状況に疑問を感じ、『本当に良い物件情報を消費者に提供するために不動産業界の旧態依然とした業態を壊そう』と考え、1993年に有限会社ウェーブハウスを設立、代表取締役に就任。
現在では株式会社ウェーブハウスの代表取締役として不動産賃貸管理や不動産賃貸仲介、不動産売買仲介に注力し、特にマンションの売買仲介件数は岡山県トップクラスを誇る。
リノベーションによって廃墟マンションの不動産価値を再生するという取り組みでは、スクラップアンドビルドが当たり前の不動産業界に一石を投じている。また、不動産業の情報産業としての位置づけを創業時より重要視しており、ＩＴと不動産業の関わりについての造詣も深い。

## 役職
- 株式会社ウェーブハウス 代表取締役
- 株式会社ネットデータ 取締役
- 一般社団法人投資不動産流通協会 理事

## 著書
- 『夢紡いで』（共著）吉備人出版 2018
- 『ゼロから始める不動産投資』角川書店 2015

## 出演
- 夢紡いで（2017年5月1日-RSK山陽放送）
- KENJA GLOBAL＜賢者グローバル＞（2017年3月-WEB配信）
- 今夜はWAVE（2015年8月27日-テレビせとうち）